# Fíbula de Strickland
La fíbula de Strickland es una fíbula de disco anglosajona de plata y niel que data de mediados del siglo IX, ahora ubicada en el Museo Británico. Aunque se desconoce su procedencia exacta, los estudiosos lo consideran un ejemplo raro e importante de una fíbula anglosajona.

## Descripción
La fíbula de Strickland es similar en apariencia a la fíbula de Fuller, también en el Museo Británico. Ambos broches son de forma circular, hechos de hoja de plata y con incrustaciones de niel y oro. La fíbula de Strickland está decorada con patrones zoomorfos muy complejos que están profundamente tallados dentro del cuatrifolio, mientras que la fíbula de Fuller está decorada con un estilo más antropomórfico. En el caso de la fíbula de Strickland, el diseño incluye una serie de perros al estilo Trewhiddle intercalados entre cabezas caninas.

## Propietarios
Durante mucho tiempo, el broche perteneció a la familia Strickland de Yorkshire. Vendido por la Sra. W. H. Strickland en una subasta de Sotheby's en 1949 a un comprador estadounidense, se le negó una licencia de exportación y fue adquirido por el Museo Británico en el mismo año. El broche se considera una obra maestra de la colección anglosajona del museo y ha jugado un papel importante en la demostración del arte sofisticado de los plateros ingleses durante la Alta Edad Media.

## Otras lecturas
- R.L.S. Bruce-Mitford, 'Late Saxon disc-brooches' in Dark-Age Britain (Londres, Methuen, 1956), pp. 171–201
- D.M. Wilson, Anglo-Saxon Art (Londres, Thames and Hudson, 1984)
- L. Webster, Anglo-Saxon art: A new history (Londres, British Museum Press, 2012)
- S. Marzinzik, Masterpieces: Early Medieval Art (Londres, British Museum Press, 2013)

- Datos: Q17199198